# 境野哲

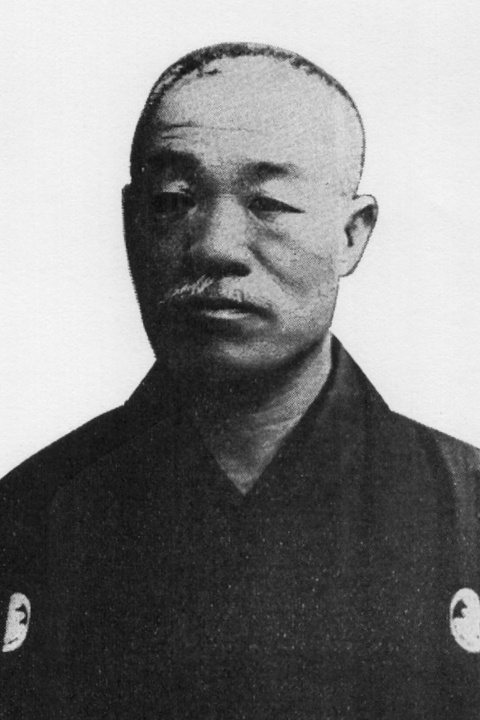
境野哲

境野 哲（さかいの さとる/さとし、明治4年8月12日（1871年9月26日） - 昭和8年（1933年）11月11日）は、日本の仏教史学者・仏教運動家。宗教家（真宗大谷派僧侶）。文学博士。専門は中国仏教史。号は黄洋（こうよう）。境野黄洋の通称で知られる。

## 来歴
宮城県名取郡（現在の仙台市太白区）出身。哲学館（東洋大学の前身）出身。東洋大学教授を務める傍ら、曹洞宗大学（駒澤大学の前身）にも出講。新仏教同志会の中心メンバーであり、雑誌『新仏教』（1900-1915年）発刊に尽力。禁酒・禁煙・廃娼運動を展開。また、明治27年（1894年）には鷲尾順敬や村上専精らと雑誌『仏教史林』を創刊。大正7年（1918年）、東洋大学（哲学館）出身者として初めて、同大学の学長に就任。大正12年（1923年）、学内で起きた紛擾事件（境野事件）の責任を問われ、文部省による認可取消処分を受け学長を辞任。1926年に駒澤大学教授に就任。1930年『随唐以前ニ於ケル仏教ノ変遷』で博士号（文学、駒澤大学）を取得した。墓所は文京区真浄寺。

## 主著・監修
- 『支那佛教精史』
- 『支那佛教史講話』
- 『支那の佛教』
- 『印度支那佛教小史』
- 『日本佛教小史』
- 『日本佛教発達概観』
- 『天台四教儀講話』
- 仏教信仰実話全集『宗教の門』
- 『佛教論理學』（村上専精との共著）
- 『宗教の本性』
- 『アメリカより日本の女へ』
- 『模範佛教辞典』監修（他に井上哲次郎ら4名）
- 『境野黄洋選集』

## 関連文献
- 東洋大学 『東洋大学創立五十年史』 1937年